# D576 (Gers)
De D576 is een 2,5 km lange departementale weg, die in het Franse departement Gers (regio Occitanie) van noord naar zuid loopt.

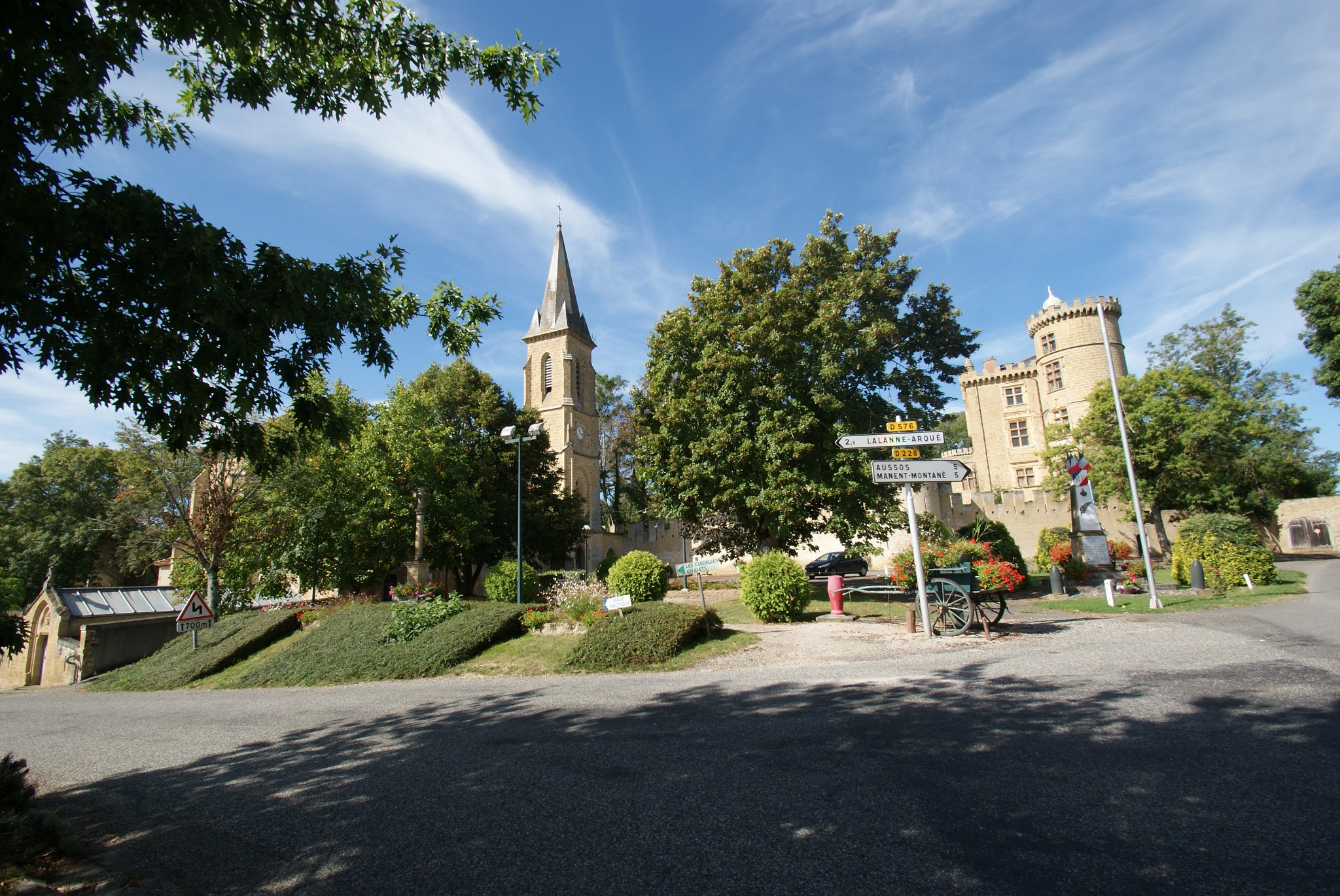
De weg in Saint-Blancard.

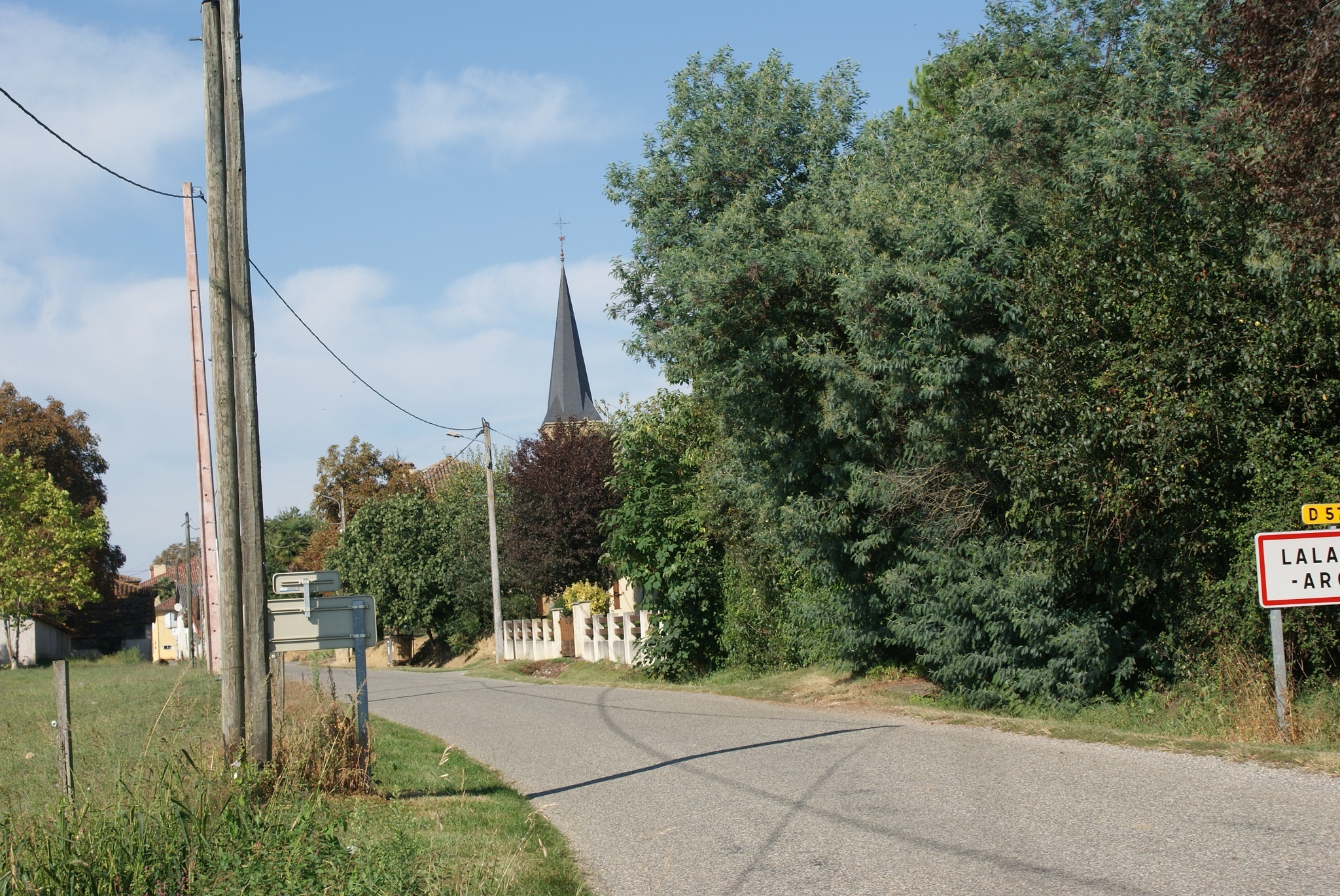
De D576 in Lalanne-Arqué

## Loop van de D576
De D576 verbindt de D228 in Saint-Blancard met de D139 in Lalanne-Arqué. Er is een dalend en een stijgend stuk van 10% in de weg.

## Plaatsen aan de D576
Van noord naar zuid:
| - komt van de D228 - Saint-Blancard - meertje | - Lalanne-Arqué - gaat naar D139 |  |